# Anders Hoffström
Anders Hoffström, född 26 september 1955, är en svensk f.d. friidrottare (längdhopp). Han tävlade för Stockholms Spårvägars GoIF.